# Адамс, Джон (мятежник)
Джон Адамс (англ. John Adams, 4 декабря 1767 года, Лондон, Англия — 5 марта 1829 года, остров Питкэрн) — английский матрос, участник мятежа на корабле «Баунти». На корабле был известен под именем Александр Смит (англ. Alexander Smith). После мятежа поселился на острове Питкэрн и долгие годы был руководителем колонии.
Джон Адамс родился в одном из пригородов Лондона в семье бедного торговца. Его отец утонул в Темзе, и Джон вместе с двумя братьями воспитывался в доме для бедных. В возрасте 20 лет он записался в экипаж «Баунти» под именем Александр Смит. Имя он изменил потому, что, очевидно, преследовался полицией за преступления или дезертирство с другого корабля. Во время пребывания на Таити с командой «Баунти» у него украли корабельное оборудование, за что по приказу капитана Уильяма Блая он получил 12 ударов розгами. Принимал активное участие в мятеже 28 апреля 1789 года, был одним из матросов, кто арестовал капитана и захватил отсек с оружием. После мятежа оставался одним из сторонников Флетчера Кристиана и отплыл с ним на остров Питкэрн.
На острове Питкэрн пытался основать поселение. Во время резни со стороны таитян, когда погибли Флетчер Кристиан и несколько других мятежников, был ранен, но остался жив. Позже после убийства всех таитян-мужчин они вместе с Эдвардом Янгом были единственными руководителями колонии. После смерти Янга в 1800 году был единственным мужчиной-главой колонии. В последние годы перед смертью встречался с американскими и британскими моряками на острове и рассказывал о своём участии в мятеже. Умер 5 марта 1829 года. В его честь поселение на острове Питкэрн получило название Адамстаун.

## Образ в кино
- «Мятеж на „Баунти“» (1935)
- «Мятеж на „Баунти“» (1962)
- «Баунти» (1984)